# Ametrin

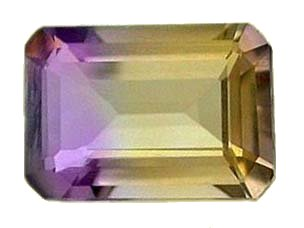
Ametrin

Ametrin hay trystin hoặc tên thương mại là bolivianit là một biến thể tự nhiên của thạch anh. Nó là hỗn hợp của amethyst và citrin với các vùng màu tím vàng hoặc cam. Hầu hết ametrin thương mại hiện nay được khai thác ở Bolivia, mặc dù có các mỏ đang được khai thác ở Brazil và Ấn Độ.